# Miagrammopes birabeni
Miagrammopes birabeni är en spindelart som beskrevs av Cândido Firmino de Mello-Leitão 1945. 
Miagrammopes birabeni ingår i släktet Miagrammopes och familjen krusnätsspindlar. Inga underarter finns listade i Catalogue of Life.